# Schwielochsee (település)
Schwielochsee település Németországban, azon belül Brandenburgban. Lakosainak száma 1482 fő (2023. december 31.). Schwielochsee Lieberose, Byhleguhre-Byhlen, Spreewaldheide és Märkische Heide községekkel határos.

## Népesség
A település népességének változása:
| Lakosok száma | 1488 | 1470 | 1486 | 1501 | 1482 |
|               | 2017 | 2019 | 2021 | 2022 | 2023 |